# 第五届全国人民代表大会常务委员会
第五届全国人民代表大会常务委员会委员长、副委员长、秘书长和委员由第五届全国人民代表大会第一次会议于1978年3月5日选出。共有197名组成人员，其中委员长1名，副委员长20名，秘书长1名，委员175名。任期由1978年3月至1983年6月，期間共召開？次會議。常委會组成情况如下：

## 组成人员
- 委员长（1人）：叶剑英

- 副委员长（20人）：宋庆龄（女）、聂荣臻、刘伯承、乌兰夫、吴德、韦国清、陈云、郭沫若、谭震林、李井泉、张鼎丞、蔡畅（女）、邓颖超（女）、赛福鼎、廖承志、姬鹏飞、阿沛·阿旺晋美、周建人、许德珩、胡厥文
  - 彭真 、蕭勁光、朱蕴山、史良（女）（1979年7月1日第五届全国人民代表大会第二次会议补选）
  - 彭冲、习仲勋、粟裕、杨尚昆、班禅额尔德尼·却吉坚赞（1980年9月10日第五届全国人民代表大会第三次会议补选）
  - 朱学范（1981年12月13日第五届全国人民代表大会第四次会议补选）
  - 1980年9月10日第五届全国人民代表大会第三次会议接受聂荣臻、刘伯承、张鼎丞、蔡畅（女）、周建人辞去人大常委会副委员长职务的请求
  - 1980年4月16日第五届全国人民代表大会常务委员会第十四次会议通过决定，接受吴德辞去人大常委会副委员长职务的请求。
  - 郭沫若于1978年6月12日逝世。
  - 朱蕴山于1981年4月30日逝世。
  - 宋庆龄于1981年5月29日逝世。
  - 张鼎丞于1981年12月16日逝世。

- 秘书长（1人）：姬鹏飞（兼）
  - 代秘书长：彭真（兼，1979年11月29日第五届全国人大常委会第十二次会议通过）
  - 秘书长：杨尚昆（1980年9月10日第五届全国人大第三次会议补选）

- 委员（175人，按姓名笔划排列）：
才旦卓玛（女）、马纯古、马恒昌、马浩谦、王玉贵、王平、王永幸、王冶秋、王昆仑、王建安、王淦昌、王耀花（女）、区棠亮（女）、贝时璋、毛迪秋、方志纯、巴一恺、巴金、巴桑（女）、邓初民、邓典桃、甘祖昌、石钟琴（女）、卢盛和、叶圣陶、史来贺、史良（女）、白寿彝、吉长山、朴春子（女）、毕肯（女）、吕玉兰（女）、吕叔湘、吕骥、朱良才、朱学范、朱蕴山、任新民、华罗庚、向腊玉（女）、庄希泉、刘大年、刘斐、齐子升、江礼银、许杰、许涤新、那木拉、严济慈、克尤木·买提尼牙孜、苏步青、李凤兰（女）、李贞（女）、李延禄、李昌、李瑞环、李福忠、李聚奎、杨东莼、杨秀峰、杨尚奎、杨沫（女）、杨勇、肖劲光、吴先锋、吴冷西、吴承清、吴耀宗、汪月霞（女）、沙千里、沈鸿、张万福、张凤云（女）、张文裕、张正桃、张平化、张启龙、张国清（女）、张秉贵、张金榜、张桂珍（女）、张爱萍、张福财、陈玉娘（女）、陈永祥、陈再道、陈此生、陈孝顺、陈逸松、邵荣宾、武玉璞、武新宇、范忠志、茅以升、林一山、林巧稚（女）、林丽韫（女）、林依平、林铁、欧阳钦、罗青长、罗叔章（女）、罗瑞卿、季方、岳美中、周士第、周占鳌、周里、周叔弢、周培源、单怀香、宝日勒岱（女）、孟继懋、赵忠尧、郝德青、荣毅仁、胡子昂、胡乔木、胡绳、胡愈之、胡耀邦、奎璧、俞霭峰（女）、洪学智、姚士昌、姚茂启、袁任远、袁雪芬（女）、晋桂香（女）、夏菊花（女）、顾康乐、钱信忠、铁木尔·达瓦买提、倪谷音（女）、高克林、郭化若、郭凤莲（女）、郭述申、郭映福、唐天际、海玉琛、陶峙岳、黄作勤、黄秉维、黄荣昌、黄菊香（女）、曹轶欧（女）、曹禺、曹菊如、盛婉（女）、康克清（女）、章瑞英（女）、阎德义、梁必业、梁吉泉、彭明治、董天祯、董其武、蒋南翔、粟裕、程世才、傅钟、傅秋涛、童第周、曾生、曾志（女）、谢铁骊、瑞板、楚图南、詹才芳、裔式娟（女）、裴昌会、谭余保、谭政、樊德玲
  - 马寅初、王观澜、邓兆祥、平错汪阶、司马义·艾买提、费彝民、郭增恺、缪云台（1980年9月10日第五届全国人大第三次会议补选）
  - 1981年6月10日第五届人大常委会第十九次会议罢免江礼银全国人大常委会委员职务。
  - 1981年3月6日第五届人大常委会第十七次会议罢免陈永祥全国人大常委会委员职务。
  - 1981年3月6日第五届人大常委会第十七次会议罢免曹轶欧全国人大常委会委员职务。
  - 1981年11月26日第五届人大常委会第二十一次会议罢免樊德玲全国人大常委会委员职务。
  - 1983年3月5日毛迪秋的全国人大常委会委员職務因全国人大代表资格的撤销而相应撤销。[2]
  - 欧阳钦于1978年5月15日逝世
  - 罗瑞卿于1978年8月3日逝世
  - 马纯古于1979年3月16日逝世
  - 童第周于1979年3月30日逝世
  - 周士第于1979年6月30日逝世
  - 吴耀宗于1979年9月17日逝世
  - 王建安于1980年7月25日逝世
  - 邓初民于1981年2月4日逝世
  - 朱蕴山于1981年4月30日逝世
  - 陈此生于1981年8月17日逝世
  - 傅秋涛于1981年8月25日逝世
  - 马寅初于1982年5月10日逝世
  - 杨勇于1983年1月6日逝世

## 其他工作人员
- 副秘书长：
  - 1978年3月7日第五届全国人民代表大会常务委员会第一次会议通过：武新宇、沙千里[3]
  - 1978年5月23日-5月24日第五届全国人民代表大会常务委员会第二次会议通过：罗青长、郑季翘、邢亦民、张加洛[4]
  - 1979年2月23日第五届全国人民代表大会常务委员会第六次会议通过：孔原[5]
  - 1979年11月29日第五届全国人民代表大会常务委员会第十二次会议通过：曾涛（兼）、高登榜（兼）[6]
  - 1982年11月19日第五届全国人民代表大会常务委员会第二十五次会议通过：王汉斌[7]